# 水丰农场
水丰农场、国营水丰农场，是位于中国广东省茂名市电白区的一个國營農場，为广东省农垦集团公司茂名分公司（茂名农垦局）下属十二家国营农场之一。所在区域列为电白区的一个类似乡级单位。

## 历史沿革
国营水丰农场始建于1960年9月。其前身是国营曙光农场第五作业区和海燕农场。1955年5月，成立曙光农场第五作业区。1956年底，成立海燕农场；1957年4月，第五作业区与海燕农场合并，称国营水丰农场。1958年底，与曙光农场合并。1960年8月，又从曙光农场分出，仍为水丰农场。1969年4月，改编为广州军区生产建设兵团第九师第九团。1974年10月，恢复农垦体制，沿用广东省国营水丰农场。水丰农场列为四大垦区的中央国营企业，由粤西农垦局管辖，编制定为副处级。1984年，粤西农垦局在茂名市设立粤西农垦茂名市办事处。1992年，成立茂名农垦局。1994年，茂名农垦局进行机构改革，水丰农场成为其下属的十二家国营农场之一。
场部机关设置有行政办公室、生产科、财务科、经营管理办公室、供销科、工建科、安委会、组织科、纪委、宣传科、教育科、计生办、工会、团委、武装部、司法办、派出所等科室部门，下设医院、中学、小学、工厂、公司、试验站、生产队等单位。

## 行政区划
下辖以下地区：
水丰农场虚拟社区。